# Crates de Tebas

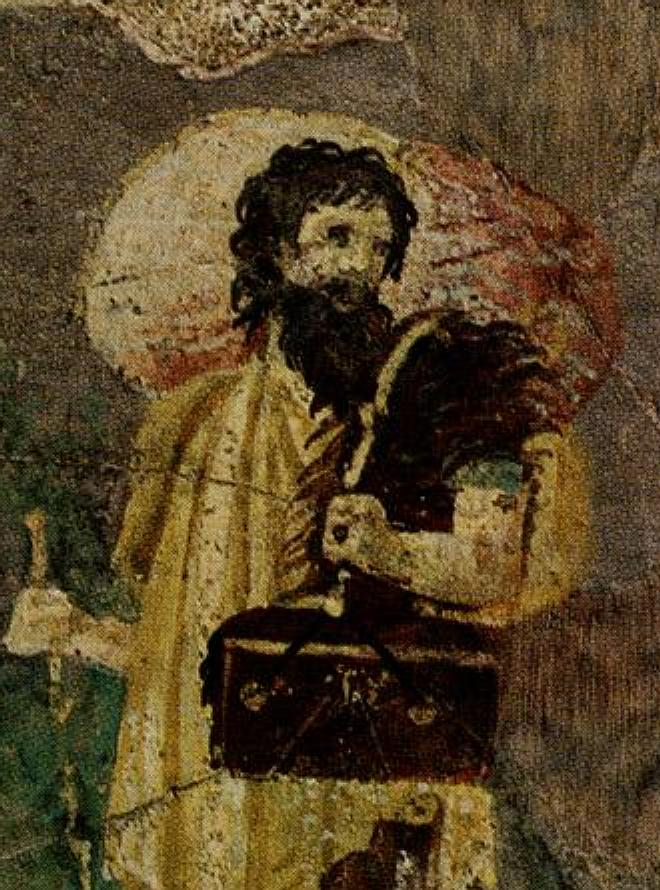
Fresco de la Villa Farnesina que representa a Crates de Tebas.

Crates de Tebas (368 – 288 a. C.) fue un filósofo griego discípulo de Diógenes de Sinope y seguidor, como él, de la escuela cínica. 

## Biografía
Como cuenta Diógenes Laercio, Crates donó a la ciudad una grandiosa fortuna y adoptó, junto a su esposa Hiparquía, la vida de mendigo que era característica de los cínicos. El alumno más famoso de Crates fue Zenón de Citio, fundador del estoicismo.
Crates fue el discípulo más notable de Diógenes de Sinope. Y, por haber sido también maestro de Zenón de Citio, se lo considera el nexo entre la escuela cínica y el estoicismo, corriente filosófica iniciada por este último.
Nació en Tebas en el año 368 a. C. De muy joven se estableció en Atenas, donde conoció a Diógenes. Era un ciudadano pudiente de clase alta que renunció a todo (riquezas y posición social) para abrazar el cinismo. Su trato con la gente era muy distinto del de su maestro, era amable y respetuoso; lo llamaban «El Filántropo». Defendía los puntos de vista de la escuela cínica con un estilo menos agresivo que el de Diógenes. Según relata Diógenes Laercio, abría las puertas de las casas para exhortar a sus moradores, de ahí su otro sobrenombre «El Abrepuertas». (Otros dicen que era la gente la que lo invitaba a sus casas para dialogar con él y recibir su consejo.) Con su palabra y con sus actos, predicaba la autarquía y la sencillez como único camino para alcanzar una vida feliz. La sencillez implicaba el quedarse sólo con lo mínimo, desprendiéndose de la familia, la propiedad, las costumbres sociales e incluso de las propias opiniones.
Crates tuvo un discípulo, su cuñado Metrocles. Escribió numerosas obras literarias, la mayoría en verso. Mediante ellas —en un tono por momentos humorístico y por momentos serio— buscó difundir el cinismo.
Según la tradición, tuvo con Alejandro Magno una actitud similar a la de Diógenes: cuando el emperador le preguntó si quería que reconstruyera su patria, respondió: «¿Qué más da? Probablemente otro Alejandro la arrasará de nuevo». 
Crates murió en el año 288 a. C.